# Batalla de Torrevicente
La batalla de Torrevicente fue el enfrentamiento decisivo entre el chambelán Abu ʿAmir y su suegro, el general Gálib. Tuvo lugar en julio del 981. La muerte del segundo llevó a la victoria del primero que, tras vencer, aseguró su poder hasta el 996 y se otorgó el título por el que se le conoce al-Manṣūr, «el Victorioso».

## Antecedentes
El creciente aislamiento del califa y la paulatina toma del poder por Almanzor disgustó a Gálib, maula omeya. A pesar de la cooperación militar entre los dos una vez eliminado del poder el chambelán al-Mushafi, la ambición de Almanzor comenzó a preocupar a su suegro. Por su parte, el continuo prestigio militar de Galib, que los triunfos de Almanzor no lograban ensombrecer, preocupaba a este ya que entorpecía su ambición de poder.
Llegado Almanzor con sus fuerzas a Atienza para participar en una aceifa en abril del 980, Gálib le convidó a una celebración en la fortaleza. Durante la fiesta el general comenzó a criticar duramente a su yerno y acabó por atacarlo y herirlo en la mano y en la sien. Solo la interposición del cadí local le salvó la vida. Algunas fuentes cuentan que Almanzor debió saltar por una ventana de la torre, salvando la vida el que sus ropas se enredaran en el alero del tejado. De todas formas, Almanzor logró huir a duras penas, reunir sus fuerzas y asaltar Medinaceli, donde Gálib guardaba sus riquezas, que repartió entre sus hombres. La ruptura entre los dos personajes acortó la campaña prevista contra los castellanos. Gálib se vio obligado a pasar a territorio cristiano, no sin antes asesinar al cadí que había estorbado el ataque contra su yerno.
En octubre, Almanzor partió en una nueva campaña probablemente contra alguna fortaleza partidaria de su rival. Otras dos campañas, realizadas a comienzos del 981, precedieron a la batalla definitiva que puso fin al enfrentamiento entre los dos chambelanes: una en febrero y otra en marzo. La primera duró casi un mes y la segunda, doce días; en ambas las fuerzas de Almanzor resultaron vencidas. A estas derrotas Almanzor respondió con una nueva campaña fronteriza, que asoló estos territorios durante dos meses en la primavera del 981 antes de acampar cerca de la fortaleza de Torrevicente.
Durante este conflicto tuvieron un papel protagónico los cabecillas de la poderosa familia de los Tuŷibíes: Hāšim ibn Ḥakam, hermano del señor de Calatayud, al-ʿĀșī; y ʿAbd al-ʿAzīz, señor de Daroca. El primero apoyó a Gálib y el segundo a Almanzor. Se dieron enfrentamientos entre ambos en Armuña de Guadalajara en 980 y luego cerca de Atienza con victoria de los segundos.

## El enfrentamiento
Los dos bandos se enfrentaron en las cercanías de Torrevicente el 9 y 10 de julio de 981. Almanzor había acudido con su ejército de la capital, tropas bereberes y con algunas fuerzas fronterizas. Con sus tropas avanzó sobre Medinaceli, moviéndose impunemente por la región, tratando de provocar a Gálib para que lo atacase, sin embargo, este se movió a la fortaleza de Atienza para reunir a sus seguidores y aliados, ya que perdida Medinaceli esta última se volvió su principal plaza. Gálib contaba con otras fuerzas fronterizas, aún fieles a su persona, y con contingentes castellanos y navarros. Las fuerzas castellanas venían con su conde García Fernández a la cabeza, mientras que las navarras las acaudillaba Ramiro, hermano de Sancho Garcés II de Pamplona, llamado «rey cuervo» por los Ibn al-Jatib. El amirí salió en búsqueda del general, llegando a las proximidades de Atienza el 7 de julio, tomando posiciones en un llano junto al castillo de San Vicente. Gálib decidió aproximar sus fuerzas, lo que motivó a Abu ʿAmir a ordenar a su ejército con él mismo en el centro, el visir Abu Yaʿfar ibn Ali con los bereberes en el ala derecha, y Abu-l-Ahwas Man Ibn Abd al-Aziz al-Tuybi y Hasan ibn Ahmad ibn Abd al-Wadud con las tropas de la frontera en la izquierda. Antes de la batalla pasaron dos jornadas en que ambas fuerzas hicieron alardes sin iniciar el combate.
El choque fue al comienzo favorable a las fuerzas de Gálib, que desbarató los flancos de la hueste de su enemigo. Vestido con cota de malla, a lomos de su caballo y con un alto casco dorado decorado por dos bandas rojas que lo hacían perfectamente distinguible dirigió una feroz carga que destrozó a los bereberes del flanco derecho enemigo. Sin perder tiempo, encabezó otra carga contra los soldados fronterizos del otro flanco a los que consideraba «traidores», poniéndolos en fuga y dejando solamente al centro en pie. Según cuenta la crónica de Ibn al-Jatib, cuando se preparaba para dar el golpe de gracia a Abu ʿAmir, Gálib gritó al cielo: «¡Dios mío, si sabes que mi vida es más útil y favorable para los musulmanes que la vida de Muhammad ibn Abi ʿAmir, pues hazle perecer y ayúdame a triunfar; pero si él es más útil que yo, ayúdale contra mí y que con la muerte me venga la paz!». Entonces, cuando parecía cercana la victoria, este se apartó de sus tropas y se internó en una hondonada, a donde más tarde acudieron a buscarle. Se encontró a Gálib muerto junto a su caballo, quizá de un golpe con la silla —el caíd tenía cerca de ochenta años—. Como Almanzor no creyó al principio la noticia, le trajeron la mano —con el anillo— y luego la cabeza de su suegro. La muerte de Gálib desbarató sus fuerzas; muchas de las musulmanas se pasaron a Almanzor y los aliados cristianos de Gálib tuvieron que huir del campo de batalla para intentar salvarse. Como consecuencia de la muerte del general, sus partidarios cesaron su oposición a Almanzor y entregaron las plazas que, como Atienza o Calatayud, habían controlado hasta entonces.

## Consecuencias
Según algunas fuentes, el navarro Ramiro Garcés pereció en la batalla una vez muerto Galib, pero se cree que es un error porque aparece mencionado en fuentes posteriores. El vencedor premió a los Tuŷībíes fieles entregándole a uno de ellos, ʿAbd al-ʿAzīz, el gobierno de Calatayud. El cadáver de Gálib fue desollado, relleno de algodón, y exhibido crucificado en la puerta del alcázar de Córdoba, mientras que su cabeza quedó clavada en otra cruz en la puerta de Medina Alzahira. El vencedor asumió el laqab por el que se conoce, al-Mansur (Almanzor), «el Victorioso». La victoria eliminó al principal rival de Almanzor y le otorgó la regencia plena del califa. El vencedor presentó a su difunto suegro como enemigo del califato por su alianza con castellanos y navarros, motivo probable de la crucifixión de su cadáver —castigo habitual de traidores y rebeldes—, y a sí mismo como campeón del califato y del islam.